# Veliko Dvorište
Veliko Dvorište (cyr. Велико Двориште) – wieś w Bośni i Hercegowinie, w Republice Serbskiej, w gminie Kozarska Dubica. W 2013 roku liczyła 209 mieszkańców.